# Fedőneve: Donnie Brasco
A Fedőneve: Donnie Brasco (Donnie Brasco) 1997-ben bemutatott amerikai bűnügyi film Mike Newell rendezésében. A főszerepekben Al Pacino, Michael Madsen és Johnny Depp. A film valós eseményeken alapul, amelyeket Joseph D. Pistone egykori FBI ügynök élt át, aki az 1970-es években sikeresen beépült a New York-i Bonanno maffia családba. Nyomozásának köszönhetően számos ítélet született a Donnie Brascóként ismertté vált ügyben. A forgatókönyvet Joseph D. Pistone és Richard Woodley művéből Paul Attanasio írta.
Donnie Brasco szerepére Alec Baldwin, Nicolas Cage és John Cusack is jelölt volt, de végül Johnny Depp kapta meg a szerepet.

## Szereplők
| Szereplő                        | Színész          | Magyar hang    |
| ------------------------------- | ---------------- | -------------- |
| Benjamin Ruggiero               | Al Pacino        | Végvári Tamás  |
| Joseph D. Pistone/Donnie Brasco | Johnny Depp      | Viczián Ottó   |
| Dominic Napolitano              | Michael Madsen   | Csernák János  |
| Nicholas Santora                | Bruno Kirby      | Bácskai János  |
| Maggie Pistone                  | Anne Heche       | Gubás Gabi     |
| Tim Curley                      | Zeljko Ivanek    | Németh Gábor   |
| Paulie                          | James Russo      | Beratin Gábor  |
| Dean Blandford                  | Gerry Becker     | Orosz István   |
| Al Indelicato                   | Robert Miano     | Varga Tamás    |
| Dr. Berger                      | Zach Grenier     | Lázár Sándor   |
| Sztriptízklub-tulajdonos        | Terry Serpico    | Holl Nándor    |
| Jilly                           | Madison Arnold   | Pataki Imre    |
| FBI technikus                   | Tim Blake Nelson | Bicskey Lukács |
| FBI igazgató                    | John Horton      | Pataki Imre    |

## Díjak, jelölések
- Oscar-díj (1998)
  - jelölés: legjobb adaptált forgatókönyv – Paul Attanasio
- National Board of Review, USA (1998)
  - díj: Critics Choice Award – legjobb film
- Boston Society of Film Critics Awards (1998)
  - díj: legjobb színész – Al Pacino